# Воронов, Юрий Николаевич (ботаник)
Ю́рий Никола́евич Во́ронов (1 июня 1874, Тифлис — 10 декабря 1931, Ленинград) — русский, позднее советский флорист, который специализировался на субтропической флоре Кавказа, директор Кавказского музея в Тифлисе. Внёс заметный вклад в систематизацию цветковых Кавказского региона. Дед археолога Ю. Н. Воронова (1941—1995) и нейрохирурга В. Г. Воронова.

## Биография
Из дворян. Ранние годы провёл в Тифлисе и Цебельде. Окончил гимназию в Кутаисе с золотой медалью. Высшее образование получил в Новороссийском университете (1894—1896), в Московском сельскохозяйственном институте, Московском университете (1896), в Сельскохозяйственном колледже (Монпелье) (1897-98), в Петербургском Лесном институте. Работал в ботаническом музее при Петербургской академии наук. Принимал участие в экспедициях в Саяны и на запад Монголии.
Наиболее плодотворный период жизни Воронова связан с Тифлисом, где он служил консерватором ботанического сада и преподавал в политехническом институте. Стоял у истоков Сухумского общества сельского хозяйства, руководил Кавказским музеем. Много времени проводил в окрестностях Апианчи (селение, названное в честь него Юрьевским). Описал свыше 150 растительных видов.
После Октябрьской революции — главный ботаник опытных полей Резинотреста в Закавказье, хранитель Кавказского гербария Главного ботанического сада РСФСР, заведующий сектором субтропиков Института прикладной ботаники. Возглавлял первую советскую научную экспедицию на Американский континент (США, Мексика, Куба, Панама, Колумбия, Венесуэла).

## Таксоны растений, названные в честь Ю. Н. Воронова
Его именем названы род Woronowia Juz. (1941) и 38 видов растений:
- Aethionema voronovii Schischk., Woronow & Schelk.
- Alcea woronovii (Iljin ex Grossh.) Iljin
- Alchemilla woronowii Juz.
- Anthemis woronowii Sosn.
- Asperula woronowii V.I.Krecz.
- Asplenium woronowii Christ
- Astragalus voronovianus (Boriss.) Boriss.
- Asyneuma woronowii (Fomin) Bornm.
- Bulbostylis woronowii Palla
- Bupleurum woronowii Manden.
- Campanula woronovii Kharadze
- Centaurea woronowii Bornm. ex Sosn.
- Dactylis woronowii Ovcz.
- Daphne woronowii Kolak.
- Euphorbia woronowii Grossh.
- Euphrasia woronowii Juz.
- Galanthus woronowii Losinsk. — Подснежник Воронова
- Hesperis voronovii N.Busch
- Hieracium woronowianum Zahn
- Jurinea woronowii Iljin
- Lathyrus woronowii Bornm.
- Marrubium woronowii N.P.Popov
- Minuartia woronowii Schischk.
- Muscari woronowii Tron & Losinsk.
- Ornithogalum woronowii Krasch.
- Peltaria woronowii N.Busch
- Poa woronowii Roshev.
- Polystichum woronowii Fomin
- Primula woronovii Losinsk.
- Quercus woronowii Maleev
- Rosa woronowii Lonatsch.
- Rubus woronowii (Sudre) Sudre
- Scleropoa woronowii Hack.
- Scutellaria woronowii Juz.
- Solanum woronowii Pojark.
- Sorbus woronowii Zinserl.
- Taraxacum voronovii Schischk.
- Ziziphora woronowii Maleev